# Bernard Paget
Bernard Charles Tolver Paget (Oxford, 15 settembre 1887 – Petersfield, 16 febbraio 1961) è stato un generale britannico.

## Biografia
All'inizio della seconda guerra mondiale, prese parte alla campagna di Norvegia. Al comando della 15ª brigata alleata, compì un'avanzata su Gudbrandsdal, partendo da Trondheim. La superiorità dei carri armati tedeschi risolse sfavorevolmente l'attacco che determinò l'evacuazione da parte degli alleati dell'intera Norvegia.
A causa di questo disastro cadde il governo di Neville Chamberlain e Churchill divenne Primo Ministro. Sempre nel 1940 il generale Paget divenne capo di Stato Maggiore Generale delle Forze Territoriali; l'anno successivo divenne comandante in capo del comando del sud est. Nel dicembre 1941 divenne comandante in capo delle Forze Territoriali (Home Forces), carica che mantenne fino al 1943. Lavorò nei Comandi Combinati con lord Mountbatten e con Sholto Douglas.
Nel giugno 1943 divenne comandante in capo del 21º gruppo di armate e mantenne questa carica fino al dicembre dello stesso anno; queste truppe venivano preparate in vista dello sbarco in Normandia.
Nel dicembre 1943 fu trasferito in Medio Oriente dove vanificò il tentativo francese di rioccupare la Siria ed il Libano. Dal novembre 1944 all'aprile 1946 fu comandante in capo in Medio Oriente.